# Jablanica (Gornji Milanovac)
Jablanica (Gornji Milanovac) (em cirílico: Јабланица) é uma vila da Sérvia localizada no município de Gornji Milanovac, pertencente ao distrito de Moravica, na região de Šumadija. A sua população era de 291 habitantes segundo o censo de 2011.

## Demografia
| 1948 | 1953 | 1961 | 1971 | 1981 | 1991 | 2002 | 2011 |
| ---- | ---- | ---- | ---- | ---- | ---- | ---- | ---- |
| 818  | 795  | 681  | 557  | 508  | 416  | 331  | 291  |